# Radu Mihăileanu
Radu Mihaileanu, en romanès Mihăileanu, (Bucarest, 23 d'abril de 1958) és un director de cinema i guionista francès d'origen romanès.

## Biografia
Fill d'un periodista jueu, Radu Mihaileanu abandonà Romania el 1980 durant la dictadura de Ceaușescu per refugiar-se a Israel i més tard a França on estudià cinema al Institut des hautes études cinématographiques (IDHC), abans Fondation européenne des métiers de l'image et du son (FEMIS).
En acabar els estudis, va exercir l'ofici d'ajudant de director durant els anys 1980, especialment a prop de Marco Ferreri amb qui col·laborà l'any 1989 en l'adaptació del diàleg de Plató pel telefilm El Banquet.
El 1987 publicà un recull de poemes titulat Une vague en mal de mer.
El 1993 dirigeix Trair, el seu primer llargmetratge com a director i coguionista. La pel·lícula va tenir molt bona acollida i obtingué diversos premis en festivals (Montréal, Istanbul…). L'any 1997 realitza el seu primer telefilm per M6 (Salutació Antoine) i signa el seu segon llargmetrage, Train de vie. La pel·lícula obté un gran èxit internacional, sobretot gràcies a dos premis guanyats en el Festival de Venècia el 1998. El 2002 accepta dirigir un altre téléfilm, Els Pygmées de Carlo, per Arte, en 2002.
Després d'una trobada amb immigrats etiòpics a Israel, s'implica en una vasta empresa que desembocarà el 2005 a Va, vis et deviens, pel·lícula amb la qual guanyarà un premi César i altres premis en la Berlinale 2005.
El 2009 dirigeix Le Concert que atreu prop d'1,9 milió d'espectadors a les sales. La pel·lícula explica la temptativa d'un grup d'antics músics exclosos del Bolchoï de Moscou de reemplaçar secrètement els seus successors actuals per tal d'interpretar un concert al teatre del Châtelet a París.
El 2011, canviant radicalement d'assumpte i d'entorn, Radu Mihaileanu dirigeix La Source des femmes, amb Leïla Bekhti i Hafsia Herzi, pel·lícula en la qual les dones d'un poble del Magrib reivindiquen la igualtat amb els seus marits. La pel·lícula va ser seleccionada al festival de Cannes 2011.

## Filmografia

### Director
- 1980: Les Quatre Saisons (curt métrage)
- 1993: Trahir
- 1997: Bonjour Antoine (téléfilm)
- 1998: El tren de la vida (Train de vie)
- 2002: Els Pygmées de Carlo (telefilm)
- 2005: Va, vis et deviens
- 2006: Vídeoclip Carta al Pare Noël de Patrick Bruel
- 2007: Opération Moïse (documental)
- 2009: El concert (Le Concert)
- 2011: La Source des femmes
- 2016: The History of Love (en postproducció)

### Guionista
- 1989: Le Banquet (telefilm, adaptació) de Marco Ferreri
- 1993: Trahir
- 1998: Train de vie
- 2002: Els Pygmées de Carlo (telefilm)
- 2005: Va, vis et deviens
- 2007: Opération Moïse
- 2009: El concert (Le Concert)
- 2010: La Source des femmes
- 2014: Caricaturistes, fantassins de la démocratie (documental) de Stéphanie Valloatto
- 2016: The History of Love (en postproducció)

### Productor
- 2005: Va, vis et deviens
- 2007: Opération Moïse
- 2009: El concert
- 2010: La Source des femmes
- 2014: Caricaturistes, fantassins de la démocratie (documental) de Stéphanie Valloatto

### Ajudant de director
- 1985: Dangereusement vôtre de John Glen (equip cascades)
- 1986: I Love You de Marco Ferreri
- 1988: Y'a bon les blancs de Marco Ferreri
- 1988: Les Saisons du plaisir de Jean-Pierre Mocky
- 1989: Le Rêve du singe fou de Fernando Trueba
- 1990: Un week-end sur deux de Nicole Garcia
- 1992: Le Retour de Casanova d'Édouard Niermans
- 1992: Maigret et la nuit du carrefour (telefilm) d'Alain Tasma et Bertrand Van Effenterre

### Actor
- 2014: Els ulls grocs dels cocodrils de Cécile Telerman

## Distincions

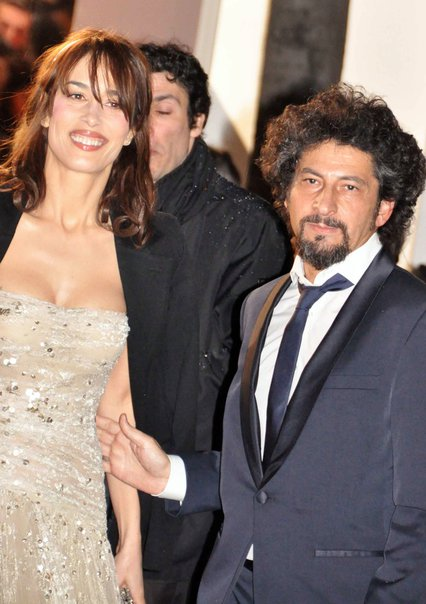
Radu Mihaileanu en companyia de Dolores Chaplin el 2010, en el moment de la 35a cerimònia dels premis César.

### Premis
- Per Trahir :
  - Festival de les pel·lícules del món de Montréal 1993 : Gran Premi de les Amériques, Premis Montréal a la Primera Pel·lícula i Premi del jurat ecumènic (esment especial)
  - Festival internacional de cinema d'Istanbul 1994 : Premi especial del jurat i Premi CICAE
- Per Train de vie :
  - Mostra de Venècia 1998 : Premi FIPRESCI i Premi Anicaflash
  - Festival de Cinema de Cottbus 1998 : Premi del públic
  - Festival internacional de Cinema de São Paulo 1998 : Premi del públic i Premi de la crítica
  - David 1999 a la millor pel·lícula estrangera
  - Festival de Cinema de Sundance 1999: Premi del públic
  - Festival de Cinema de Miami 1999 : Premi del públic
  - Festival internacional de Cinema de les Hamptons 1999 : Pel·lícula més popular
  - Cinta de plata europea 1999 del Sindicat nacional italià dels periodistes de cinema
- Pels Pygmées de Carlo :
  - Festival internacional de Cinema francòfon de Namur 2002 : Premi del jurat
- Per Va, vis et deviens :
  - César 2006 al millor guió original (amb Alain-Michel Blanc)
  - Berlinale 2005 : Premi del jurat ecumènic, Premi del públic Panorama i Etiqueta Europa Cinemas
  - Festival internacional de Cinema de Copenhague 2005 : Cigne d'or a la millor pel·lícula
  - Festival de Cinema d'aventures Valencianes 2005 : Gran Premi i Premi del Públic
- Pel Concert :
  - César 2010 a la Millor música
  - César 2010 al Millor so
  - Premi del públic 2009 a Cinemania
- Pel conjunt de la seva carrera :
  - Premi Henri-Langlois per haver-hi sabut marcar una empremta especial, valenta i compromesa amb la memòria barrejant amb les tragèdies de la història moderna un humor, una poesia i un humanisme, sàviament i idealment destil·lats.
  - 2009: Premi Henri Jeanson de la SACD

### Nomenaments
- Per Train de vie :
  - César 1999 al millor guió i millor esperança masculina per Lionel Abelanski
  - Gran Premi Cinema Brazil 2001 a la millor pel·lícula estrangera
- Per Va, vis et deviens : 
  - César 2006 a la millor pel·lícula i millor realitzador
- Pel Concert :[3]
  - César 2010 a la millor pel·lícula francesa
  - César 2010 al millor realitzador
  - César 2010 al millor guió original